# Chaitophorus gomesi
Chaitophorus gomesi är en insektsart. Chaitophorus gomesi ingår i släktet Chaitophorus och familjen långrörsbladlöss. Inga underarter finns listade i Catalogue of Life.